# بيتر مانلي
بيتر مانلي هو سياسي كندي، ولد في 1903 في كندا، وتوفي في 12 فبراير 1998. حزبياً، نشط في الحزب الليبرالي في أونتاريو ‏. وقد انتخب عضو برلمان مقاطعة أونتاريو.